# Дом со шпилем (Томск)
«Дом со шпилем» — распространённое название деревянного двухэтажного жилого здания в Томске (ул. Кузнецова, 17). Постройка начата в 1908 году по оригинальному проекту В. Ф. Оржешко в готическом стиле с инкорпорированными в него элементами русского деревянного зодчества. Эксперты относят получившийся стиль к «готическому модерну» (см. неоготика). В 1978 году здание признано объектом культурного наследия регионального значения.

## История
Из сохранившихся документов следует, что разрешение на постройку дома было получено в 1908 году. Заказчиком и первым жильцом дома стал Валерьян Иванович Васильков. Тот работал врачом на железной дороге, а на дому практиковал как детский врач. Первый этаж был задуман как приёмная для пациентов, а на втором проживали Васильков с семьёй.
После революции дом перешёл на баланс города. Большие комнаты второго этажа были разделены перегородками на ряд более мелких, что позволило превратить дом в многоквартирный.
В апреле 2020 было сообщено о выставлении части площадей дома на продажу.